# Фантасмагория
Phantasmagoria е компютърна игра, издадена от Sierra Online през 1995.
Играта е правена в епохата, когато „интерактивното кино“ в компютърните игри е в апогея си. Phantasmagoria е една от първите приключенски игри, в които се използва истински човек като главен актьор. Актрисата Виктория Морсел прекарва месеци наред пред сините екрани, за да заснеме стотиците действия, които играчите могат да предприемат по време на игра. Играта е издадена на 7 компакт диска, за да може да побере огромното количество видео. От друга страна седемте диска са използвани за да подчертаят седемте дни през които се развива действието в играта, в противен случай тя би могла да се побере на по-малко на брой дискове.
Дизайнерка на Phantasmagoria е Роберта Уилямс, позната с игрите си от серията King's Quest. Играта се характеризира с огромни количества насилие и кръв, сцени на изнасилване, което провокира много спорове за ограничение на аудиторията. Играта е забранена за разпространение в Австралия.
На следващата година, 1996, излиза втора част на играта: Phantasmagoria: A Puzzle of Flesh.